# Gortimer Gibbon's Life on Normal Street
Gortimer Gibbon's Life on Normal Street (en España, La vida de Gortimer Gibbon en Normal Street) es una serie de televisión familiar estadounidense creada por David Anaxagoras, producida por Amazon Prime Video. La serie sigue a Gortimer Gibbon y sus dos mejores amigos, Mel y Ranger, mientras recorren Normal Street, un barrio aparentemente ordinario. 

## Argumento
La serie se centra en lo que le ocurre a Gortimer y sus dos mejores amigos: Ranger y Mel, unos adolescentes que viven con su familias en Normal Street, un barrio residencial de lo más normal, pero con una especie de toque mágico por debajo de la superficie. Así se narran las aventuras, desventuras y vivencias en general que envuelve el día a día de este peculiar trío de amigos.
Muchas de las historias tienen un componente de ciencia ficción, tesoros, almas perdidas, extraños sucesos por todas partes... Los jóvenes no dudan en enfrentarse a cada misterio, por extraño que parezca, y siempre teniendo presente la importancia de los valores, como puede ser la amistad en este caso.

## Protagonistas
- Sloane Morgan Siegel interpreta a Gortimer Gibbon.
- Ashley Boettcher es Mel Fuller.
- Drew Justice es Ranger Bowen.
- David Bloom como Stanley Zielinski.
- Chandler Kinney es Catherine Dillman.
- Coco Grayson como Abigail Arroyo.

## Temporadas
La serie tuvo un total de 39 episodios repartidos en dos temporadas, estando la segunda dividida en dos partes. La primera temporada se estrenó en Prime Video el 6 de febrero de 2014. En febrero de 2015 la serie fue renovada por una segunda temporada.
| Temporada | Temporada | Episodios | Episodios | Emisión original      | Emisión original      |
| Temporada | Temporada | Episodios | Episodios | Primera emisión       | Última emisión        |
| --------- | --------- | --------- | --------- | --------------------- | --------------------- |
|           | 1         | 13        | 13        | 6 de febrero de 2014  | 2 de abril de 2015    |
|           | 2         | 26        | 13        | 30 de octubre de 2015 | 30 de octubre de 2015 |
|           | 2         | 26        | 13        | 15 de julio de 2016   | 15 de julio de 2016   |